# Meriola davidi
Espèce
Meriola davidi est une espèce d'araignées aranéomorphes de la famille des Trachelidae.

## Distribution
Cette espèce est endémique d'Argentine. Elle se rencontre dans les provinces de Buenos Aires et de Córdoba.

## Description
Le mâle holotype mesure 3,24 mm.
La femelle prise pour celle Meriola ramirezi de mesure 4,02 mm,.

## Étymologie
Cette espèce est nommée en l'honneur de David, le fils de Cristian José Grismado.

## Publication originale
- Grismado, 2004 : « Una nueva especie del género Meriola Banks de Argentina (Araneae, Corinnidae, Trachelinae). » Revista Ibérica de Aracnología, no 10, p. 233-235 (texte intégral).